# The Hurry and the Harm
The Hurry and the Harm è il quarto album in studio di City and Colour, progetto del cantautore canadese Dallas Green. Il disco è stato pubblicato nel 2013.

## Tracce
Tutte le tracce sono state scritte e composte da Dallas Green.

Edizione standard
1. The Hurry and the Harm – 4:23
2. Harder Than Stone – 4:26
3. Of Space and Time – 3:33
4. The Lonely Life – 4:34
5. Paradise – 3:38
6. Commentators – 3:35
7. Thirst – 3:26
8. Two Coins – 5:32
9. Take Care – 3:38
10. Ladies and Gentlemen – 4:05
11. The Golden State – 5:18
12. Death's Song – 4:43

Edizione deluxe - Tracce bonus
1. The Way It Used to Be – 4:10
2. Of Space and Time (acoustic version) – 3:18
3. Harder Than Stone (acoustic version) – 3:47

## Formazione
- Dallas Green - voce, chitarra, piano
- Dante Schwebel - chitarra, cori
- Jack Lawrence - basso, cori
- Matthew Kelly - pedal steel guitar, organo, piano
- Doug MacGregor - batteria